# 2025-ös Formula–1 szaúd-arábiai nagydíj
A szaúd-arábiai nagydíj (hivatalos nevén: Formula 1 STC Saudi Arabian Grand Prix 2025) a 2025-ös Formula–1 világbajnokság ötödik futama volt, amelyet 2025. április 18. és április 20. között rendeztek meg Dzsidda belvárosában.

## Választható keverékek
| Abroncs              | Friss | Használt |
| -------------------- | ----- | -------- |
| Kemény keverék (C3)  |       |          |
| Közepes keverék (C4) |       |          |
| Lágy keverék (C5)    |       |          |
| Átmeneti esőgumi (I) |       |          |
| Teljes esőgumi (W)   |       |          |

## Szabadedzések
A szaúd-arábiai nagydíj első szabadedzését április 18-án, pénteken délután tartották, magyar idő szerint 15:30-tól.
| helyezés | versenyző             | csapat/motor                 | elért idő | különbség | futott kör |
| -------- | --------------------- | ---------------------------- | --------- | --------- | ---------- |
| 1.       | Pierre Gasly          | Alpine-Renault               | 1:29,239  | –         | 24         |
| 2.       | Lando Norris          | McLaren-Mercedes             | 1:29,246  | +0,007    | 24         |
| 3.       | Charles Leclerc       | Ferrari                      | 1:29,309  | +0,070    | 27         |
| 4.       | Oscar Piastri         | McLaren-Mercedes             | 1:29,341  | +0,102    | 24         |
| 5.       | Alexander Albon       | Williams-Mercedes            | 1:29,606  | +0,367    | 22         |
| 6.       | George Russell        | Mercedes                     | 1:29,618  | +0,379    | 20         |
| 7.       | Carlos Sainz Jr.      | Williams-Mercedes            | 1:29,779  | +0,540    | 25         |
| 8.       | Lewis Hamilton        | Ferrari                      | 1:29,815  | +0,576    | 26         |
| 9.       | Max Verstappen        | Red Bull-Honda RBPT          | 1:29,818  | +0,579    | 25         |
| 10.      | Cunoda Júki           | Red Bull-Honda RBPT          | 1:29,821  | +0,582    | 25         |
| 11.      | Liam Lawson           | Racing Bulls-Honda RBPT      | 1:29,907  | +0,668    | 18         |
| 12.      | Nico Hülkenberg       | Kick Sauber-Ferrari          | 1:29,916  | +0,677    | 24         |
| 13.      | Andrea Kimi Antonelli | Mercedes                     | 1:29,934  | +0,695    | 23         |
| 14.      | Fernando Alonso       | Aston Martin Aramco-Mercedes | 1:29,976  | +0,737    | 23         |
| 15.      | Isack Hadjar          | Racing Bulls-Honda RBPT      | 1:30,011  | +0,772    | 14         |
| 16.      | Jack Doohan           | Alpine-Renault               | 1:30,183  | +0,944    | 24         |
| 17.      | Lance Stroll          | Aston Martin Aramco-Mercedes | 1:30,583  | +1,344    | 22         |
| 18.      | Oliver Bearman        | Haas-Ferrari                 | 1:30,595  | +1,356    | 20         |
| 19.      | Esteban Ocon          | Haas-Ferrari                 | 1:31,029  | +1,790    | 20         |
| 20.      | Gabriel Bortoleto     | Kick Sauber-Ferrari          | 1:31,038  | +1,799    | 22         |

A szaúd-arábiai nagydíj második szabadedzését április 18-án, pénteken este tartották, magyar idő szerint 19:00-tól.
| helyezés | versenyző             | csapat/motor                 | elért idő  | különbség | futott kör |
| -------- | --------------------- | ---------------------------- | ---------- | --------- | ---------- |
| 1.       | Lando Norris          | McLaren-Mercedes             | 1:28,267   | –         | 21         |
| 2.       | Oscar Piastri         | McLaren-Mercedes             | 1:28,430   | +0,163    | 22         |
| 3.       | Max Verstappen        | Red Bull-Honda RBPT          | 1:28,547   | +0,280    | 23         |
| 4.       | Charles Leclerc       | Ferrari                      | 1:28,749   | +0,482    | 22         |
| 5.       | Carlos Sainz Jr.      | Williams-Mercedes            | 1:28,942   | +0,675    | 24         |
| 6.       | Cunoda Júki           | Red Bull-Honda RBPT          | 1:28,963   | +0,696    | 19         |
| 7.       | George Russell        | Mercedes                     | 1:28,973   | +0,706    | 21         |
| 8.       | Pierre Gasly          | Alpine-Renault               | 1:29,106   | +0,839    | 22         |
| 9.       | Nico Hülkenberg       | Kick Sauber-Ferrari          | 1:29,193   | +0,926    | 21         |
| 10.      | Alexander Albon       | Williams-Mercedes            | 1:29,220   | +0,953    | 23         |
| 11.      | Andrea Kimi Antonelli | Mercedes                     | 1:29,242   | +0,975    | 16         |
| 12.      | Isack Hadjar          | Racing Bulls-Honda RBPT      | 1:29,306   | +1,039    | 17         |
| 13.      | Lewis Hamilton        | Ferrari                      | 1:29,371   | +1,104    | 23         |
| 14.      | Liam Lawson           | Racing Bulls-Honda RBPT      | 1:29,488   | +1,221    | 22         |
| 15.      | Fernando Alonso       | Aston Martin Aramco-Mercedes | 1:29,662   | +1,395    | 18         |
| 16.      | Oliver Bearman        | Haas-Ferrari                 | 1:29,754   | +1,487    | 19         |
| 17.      | Jack Doohan           | Alpine-Renault               | 1:29,912   | +1,645    | 21         |
| 18.      | Lance Stroll          | Aston Martin Aramco-Mercedes | 1:30,007   | +1,740    | 18         |
| 19.      | Esteban Ocon          | Haas-Ferrari                 | 1:30,019   | +1,752    | 22         |
| 20.      | Gabriel Bortoleto     | Kick Sauber-Ferrari          | idő nélkül |           | 0          |

A szaúd-arábiai nagydíj harmadik szabadedzését április 19-én, szombat délután tartották, magyar idő szerint 15:30-tól.
| helyezés | versenyző             | csapat/motor                 | elért idő | különbség | futott kör |
| -------- | --------------------- | ---------------------------- | --------- | --------- | ---------- |
| 1.       | Lando Norris          | McLaren-Mercedes             | 1:27,489  | –         | 18         |
| 2.       | Oscar Piastri         | McLaren-Mercedes             | 1:27,513  | +0,024    | 19         |
| 3.       | George Russell        | Mercedes                     | 1:28,116  | +0,627    | 17         |
| 4.       | Max Verstappen        | Red Bull-Honda RBPT          | 1:28,334  | +0,845    | 14         |
| 5.       | Charles Leclerc       | Ferrari                      | 1:28,372  | +0,883    | 21         |
| 6.       | Alexander Albon       | Williams-Mercedes            | 1:28,389  | +0,900    | 16         |
| 7.       | Carlos Sainz Jr.      | Williams-Mercedes            | 1:28,570  | +1,081    | 15         |
| 8.       | Pierre Gasly          | Alpine-Renault               | 1:28,625  | +1,136    | 16         |
| 9.       | Cunoda Júki           | Red Bull-Honda RBPT          | 1:28,670  | +1,181    | 14         |
| 10.      | Andrea Kimi Antonelli | Mercedes                     | 1:28,679  | +1,190    | 18         |
| 11.      | Isack Hadjar          | Racing Bulls-Honda RBPT      | 1:28,769  | +1,280    | 17         |
| 12.      | Lewis Hamilton        | Ferrari                      | 1:28,780  | +1,291    | 20         |
| 13.      | Liam Lawson           | Racing Bulls-Honda RBPT      | 1:28,861  | +1,372    | 18         |
| 14.      | Fernando Alonso       | Aston Martin Aramco-Mercedes | 1:28,888  | +1,399    | 19         |
| 15.      | Jack Doohan           | Alpine-Renault               | 1:28,898  | +1,409    | 21         |
| 16.      | Oliver Bearman        | Haas-Ferrari                 | 1:28,989  | +1,500    | 15         |
| 17.      | Nico Hülkenberg       | Kick Sauber-Ferrari          | 1:29,220  | +1,731    | 16         |
| 18.      | Esteban Ocon          | Haas-Ferrari                 | 1:29,336  | +1,847    | 20         |
| 19.      | Gabriel Bortoleto     | Kick Sauber-Ferrari          | 1:29,410  | +1,921    | 24         |
| 20.      | Lance Stroll          | Aston Martin Aramco-Mercedes | 1:29,478  | +1,989    | 19         |

## Időmérő edzés
A szaúd-arábiai nagydíj időmérő edzését április 19-én, szombat este tartották, magyar idő szerint 19:00-tól.
| helyezés              | rajtszám | versenyző             | csapat/motor                 | Q1       | Q2       | Q3         | rajthely | futott kör |
| --------------------- | -------- | --------------------- | ---------------------------- | -------- | -------- | ---------- | -------- | ---------- |
| 1                     | 1        | Max Verstappen        | Red Bull Racing-Honda RBPT   | 1:27,778 | 1:27,529 | 1:27,294   | 1        | 19         |
| 2                     | 81       | Oscar Piastri         | McLaren-Mercedes             | 1:27,901 | 1:27,545 | 1:27,304   | 2        | 18         |
| 3                     | 63       | George Russell        | Mercedes                     | 1:28,282 | 1:27,599 | 1:27,407   | 3        | 16         |
| 4                     | 16       | Charles Leclerc       | Ferrari                      | 1:28,552 | 1:27,866 | 1:27,670   | 4        | 19         |
| 5                     | 12       | Andrea Kimi Antonelli | Mercedes                     | 1:28,128 | 1:27,798 | 1:27,866   | 5        | 17         |
| 6                     | 55       | Carlos Sainz Jr.      | Williams-Mercedes            | 1:28,354 | 1:28,024 | 1:28,164   | 6        | 23         |
| 7                     | 44       | Lewis Hamilton        | Ferrari                      | 1:28,372 | 1:28,102 | 1:28,201   | 7        | 20         |
| 8                     | 22       | Cunoda Júki           | Red Bull Racing-Honda RBPT   | 1:28,226 | 1:27,990 | 1:28,204   | 8        | 16         |
| 9                     | 10       | Pierre Gasly          | Alpine-Renault               | 1:28,421 | 1:28,025 | 1:28,367   | 9        | 22         |
| 10                    | 4        | Lando Norris          | McLaren-Mercedes             | 1:27,805 | 1:27,481 | idő nélkül | 10       | 11         |
| 11                    | 23       | Alexander Albon       | Williams-Mercedes            | 1:28,279 | 1:28,109 |            | 11       | 14         |
| 12                    | 30       | Liam Lawson           | Racing Bulls-Honda RBPT      | 1:28,561 | 1:28,191 |            | 12       | 11         |
| 13                    | 14       | Fernando Alonso       | Aston Martin Aramco-Mercedes | 1:28,548 | 1:28,303 |            | 13       | 14         |
| 14                    | 6        | Isack Hadjar          | Racing Bulls-Honda RBPT      | 1:28,571 | 1:28,418 |            | 14       | 12         |
| 15                    | 87       | Oliver Bearman        | Haas-Ferrari                 | 1:28,536 | 1:28,648 |            | 15       | 15         |
| 16                    | 18       | Lance Stroll          | Aston Martin Aramco-Mercedes | 1:28,645 |          |            | 16       | 9          |
| 17                    | 7        | Jack Doohan           | Alpine-Renault               | 1:28,739 |          |            | 17       | 9          |
| 18                    | 27       | Nico Hülkenberg       | Kick Sauber-Ferrari          | 1:28,782 |          |            | 18       | 8          |
| 19                    | 31       | Esteban Ocon          | Haas-Ferrari                 | 1:29,092 |          |            | 19       | 9          |
| 20                    | 5        | Gabriel Bortoleto     | Kick Sauber-Ferrari          | 1:29,462 |          |            | 20       | 8          |
| 107%-os idő: 1:33,922 |          |                       |                              |          |          |            |          |            |

## Futam
A szaúd-arábiai nagydíj futamát április 20-án, vasárnap este tartották, magyar idő szerint 19:00-tól.
| helyezés | rajtszám | versenyző             | csapat/motor                 | futott kör | idő/kiesés oka   | rajthely | pont |
| -------- | -------- | --------------------- | ---------------------------- | ---------- | ---------------- | -------- | ---- |
| 1        | 81       | Oscar Piastri         | McLaren-Mercedes             | 50         | 1:21:06,758      | 2        | 25   |
| 2        | 1        | Max Verstappen        | Red Bull Racing-Honda RBPT   | 50         | +2,843           | 1        | 18   |
| 3        | 16       | Charles Leclerc       | Ferrari                      | 50         | +8,104           | 4        | 15   |
| 4        | 4        | Lando Norris          | McLaren-Mercedes             | 50         | +9,196           | 10       | 12   |
| 5        | 63       | George Russell        | Mercedes                     | 50         | +27,236          | 3        | 10   |
| 6        | 12       | Andrea Kimi Antonelli | Mercedes                     | 50         | +34,688          | 5        | 8    |
| 7        | 44       | Lewis Hamilton        | Ferrari                      | 50         | +39,073          | 7        | 6    |
| 8        | 55       | Carlos Sainz Jr.      | Williams-Mercedes            | 50         | +1:04,630        | 6        | 4    |
| 9        | 23       | Alexander Albon       | Williams-Mercedes            | 50         | +1:06,515        | 11       | 2    |
| 10       | 6        | Isack Hadjar          | Racing Bulls-Honda RBPT      | 50         | +1:07,091        | 14       | 1    |
| 11       | 14       | Fernando Alonso       | Aston Martin Aramco-Mercedes | 50         | +1:15,917        | 13       |      |
| 12       | 30       | Liam Lawson           | Racing Bulls-Honda RBPT      | 50         | +1:18,451        | 12       |      |
| 13       | 87       | Oliver Bearman        | Haas-Ferrari                 | 50         | +1:19,194        | 15       |      |
| 14       | 31       | Esteban Ocon          | Haas-Ferrari                 | 50         | +1:39,723        | 19       |      |
| 15       | 27       | Nico Hülkenberg       | Kick Sauber-Ferrari          | 49         | +1 kör           | 18       |      |
| 16       | 18       | Lance Stroll          | Aston Martin Aramco-Mercedes | 49         | +1 kör           | 16       |      |
| 17       | 7        | Jack Doohan           | Alpine-Renault               | 49         | +1 kör           | 17       |      |
| 18       | 5        | Gabriel Bortoleto     | Kick Sauber-Ferrari          | 49         | +1 kör           | 20       |      |
| Ki       | 22       | Cunoda Júki           | Red Bull Racing-Honda RBPT   | 1          | baleseti sérülés | 8        |      |
| Ki       | 10       | Pierre Gasly          | Alpine-Renault               | 0          | ütközés          | 9        |      |

## A világbajnokság állása a verseny után
| H   | Versenyzők            | Pont | H   | Konstruktőrök                | Pont |
| --- | --------------------- | ---- | --- | ---------------------------- | ---- |
| 1.  | Oscar Piastri         | 99   | 1.  | McLaren-Mercedes             | 188  |
| 2.  | Lando Norris          | 89   | 2.  | Mercedes                     | 111  |
| 3.  | Max Verstappen        | 87   | 3.  | Red Bull Racing-Honda RBPT   | 89   |
| 4.  | George Russell        | 73   | 4.  | Ferrari                      | 78   |
| 5.  | Charles Leclerc       | 47   | 5.  | Williams-Mercedes            | 25   |
| 6.  | Andrea Kimi Antonelli | 38   | 6.  | Haas-Ferrari                 | 20   |
| 7.  | Lewis Hamilton        | 31   | 7.  | Aston Martin Aramco-Mercedes | 10   |
| 8.  | Alexander Albon       | 20   | 8.  | Racing Bulls-Honda RBPT      | 8    |
| 9.  | Esteban Ocon          | 14   | 9.  | Alpine-Renault               | 6    |
| 10. | Lance Stroll          | 10   | 10. | Kick Sauber-Ferrari          | 6    |

(A teljes táblázat)

## Statisztikák
- Vezető helyen:
  - Max Verstappen: 21 kör (1-21)
  - Charles Leclerc: 8 kör (22-29)
  - Lando Norris: 4 kör (30-33)
  - Oscar Piastri: 17 kör (34-50)
- Max Verstappen 42. pole-pozíciója.
  - Lando Norris 15. versenyben futott leggyorsabb köre.
- Oscar Piastri 5. futamgyőzelme.
- A McLaren 193. futamgyőzelme.
- Oscar Piastri 14., Max Verstappen 115., és Charles Leclerc 44. dobogós helyezése.
- Az Aston Martin 100. Formula–1-es nagydíja.